# RNCエクセレントショップ
『RNCエクセレントショップ』は、西日本放送で放送されているミニ情報番組である。

## 概要
西日本放送自社制作のミニ番組。5分から10分間の放送枠の中で、同局本社が所在する香川県内の様々な商店や企業の紹介を行う。毎回5から6程度（放送枠が10分間の土曜日については10）の商店や企業が紹介される。また放送頻度は高くないものの、香川県に隣接する徳島県内の商店や企業の紹介も行われる。
番組中に放送されるCMは全て本番組で紹介された商店や企業のものとなっている。本番組に登場する女性モデルは、高松市にオフィスがある『KETTY MODEL AGENCY』の所属モデルを起用している。
1995年から1998年には、11時台後半の時間帯に放送されており、その後も放送時間の移動などの変更を重ねながら、2019年現在で少なくとも23年以上の放送が続いている長寿番組である。
なお、2024年3月からは放送時間帯は変わらないものの単独番組ではなく番宣に内包され、CM扱いで放送されている。
過去には金曜深夜に姉妹番組として『クーミーランドKAGAWA』を放送していた。内容はRNCエクセレントショップとほぼ変わらない。